# Never Worn White
Never Worn White （字面意義：「從未披上婚紗」）是美國歌手凱蒂·佩芮的一首單曲，於2020年3月5日由國會音樂集團發售。凱蒂在與歌曲同時發布的音樂錄影帶中宣佈自己懷孕。2020年3月10日，凱蒂在澳洲電視節目《The Project》中首次表演此歌曲。